# Борусия 09 (Дортмунд)
Вижте пояснителната страница за други значения на Борусия.
Клуб за спортове с топка Борусия 09 (Дортмунд) (на немски: Ballspielverein Borussia 09 e.V. Dortmund), известен също като Борусия Дортмунд (Borussia Dortmund), или просто Дортмунд е германски футболен отбор, основан в град Дортмунд. Отборът се състезава в Първа Бундеслига, най-високото ниво на немския футбол. Дортмунд е един от най-успешните клубове във футболната история на Германия.
Борусия (Дортмунд) е основан на 19 декември 1909 г. от 17 футболни играчи от града. Отборът е осем пъти шампион на страната, носител е на четири купи на Германия, както и на пет суперкупи. Веднъж е печелил Шампионската лига, също така веднъж е носител на Купата на носителите на купи, както и на Междуконтинентална купа. Спечелената през 1966 г. Купа на носителите на купи прави Дортмунд първият германски отбор, който печели европейска титла.
От 1974 г. Дортмунд играят домакинските си мачове на Сигнал Идуна Парк. Това е най-големият стадион в Германия. Дортмунд има най-голямата средна посещаемост на мачове от всеки друг клуб в света. Цветовете на екипите им са жълто и черно, от там произлиза и прозвището им жълто-черните. Дортмунд има и дългогодишно дерби с Шалке 04 известно като „речното дерби“. За дерби се смятат и мачовете с Байерн Мюнхен. Дортмунд е вторият по големина спортен клуб в Германия и единадесетия в света.

## История
Клубът е създаден от младежи, несъгласни от правилата на католическата църква, в която са играли футбол под недоверчивото око на свещениците там. Екипът им в жълто и черно е създаден през 1909 г.
През 1930-те години клубът приема сегашното си име. Преди Втората световна война Борусия не успява да спечели нито една титла. По това време е най-успешният период на Шалке 04 от съседния на Дортмунд град Гелзенкирхен. По това време се появява и враждата между двата клуба.
Първият финал за шампионата е през 1949 г., който е изгубен с 3:2 от ВфР Манхайм. През 1950-те и 1960-те години идва един от най-успешните периоди на клуба, печелейки две титли на Германия през 1956 и 1957 г. през 1961 г. губят финала за титлата а през 1963 г. клубът печели последната титла преди Бундеслигата.
През 1962 г. шефовете на Германския футболен съюз се събират в Дортмунд за да решат и организират Германски шампионат какъвто има във всяка европейска страна. Тази лига, наречена Първа Бундеслига на Германия, започва да действа през 1962 г. и Черно жълтите са едни от шестнадесетте ѝ основатели. Те дори играят и първия мач в новосъздадения турнир, като го губят от Вердер Бремен с 3:2. През 1965 г. Борусия печели първата си купа на Германия като на следващата година печелят Купата на носителите на купи, първият им от многото европейски успехи. В Германия Дортмундци загубват титлата на финала като губят петте последни мача от първенството и остават втори на три точки от шампиона ТШФ Мюнхен 1860.
През 1970-те години идва период на голям упадък на клуба. Те имат финансови проблеми и през 1972 г. клубът отпада от Първа Бундеслига, но се връща през 1976 г. Междувременно врати е отворил новият стадион на Борусия Дортмунд – Вестфаленщадион.
През 1980-те години финансовите проблеми на клуба продължават, но този път избягват отпадане след трети решаващ плейоф срещу Фортуна Кьолн. Следващият по-голям успех на клуба идва чак през 1989 г., когато печелят втората си купа, с което започват 1990-те – най-успешният период в историята на Борусия. През 1993 г. отборът стига до финала за Купата на УЕФА, където губят от Ювентус с общ резултат 1:6. Този финал донася на Дортмундци 25 милиона марки, което най-накрая донася финансова стабилност на клуба, който подписва с играчи от класат на Матиас Замер, футболист на годината за Европа през 1996 г. С помощта на такива футболисти отборът печели два шампионата на Германия през 1995 и 1996 г. След тези успехи следва най-големият в историята на клуба. Той печели Шампионската лига през 1997 г. като побеждава Ювентус с 3:1 на Олимпийския стадион в Мюнхен. Борусия печели и последвалия финал на Междуконтиненталната купа.
Следващият успех на клуба е през сезон 2001/02, когато клубът взима титлата, оставяйки на второ място Байер Леверкузен, който по това време играе финал на Шампионската лига и за Купата на Германия. Същата година клубът стига нов финал за Купата на УЕФА, този път изгубен от Фейенорд. Въпреки тези успехи две години по-късно клубът отново е на ръба на банкрут, но този път не отпада от Бундеслигата, но вече не играе такава важна роля.
През сезон 2011/12 Борусия печели първия си дубъл (шампион и Купа). През сезон 2012/13  отборът отново достига до финал в Шампионска лига, но го губи от Байерн Мюнхен с 1:2.
През сезон 2023/24 черно-жълтите отново достигат до финалния мач в Шампионска лига. По пътя към финала Борусия завършва на първо място с 11 точки в своята група F, където са още отборите на Пари Сен Жермен, Нюкасъл и Милан. Отборът постига 3 победи, 2 равенства и 1 загуба. В осминафиналната фаза на турнира е отстранен нидерландския гранд ПСВ Айндховен с общ резултат 1:3. В четвъртфиналната фаза на турнира Борусия съумява да отстрани Атлетико Мадрид с общ резултат 4:5. В полуфиналната фаза е отстранен френския гранд ПСЖ с общ резултат 0:2.

## Състав

### Настоящ състав
Към 7 август 2025 г.
Забележка: Отбелязаните националности са според правилата на ФИФА и националните отбори, които представляват играчите. Един играч може да има повече националности.

## Успехи

### Национални
- Шампионат на Германия/Първа Бундеслига:
  - Победител (8 пъти): 1956, 1957, 1963, 1994/95, 1995/96, 2001/02, 2010/11, 2011/12
- Купа на Германия:
  - Носител (5 пъти): 1964/65, 1988/89, 2011/12, 2016/17, 2020/21
- Суперкупа на Германия:
  - Носител (6 пъти): 1989, 1995, 1996, 2013, 2014, 2019
  - (неофициална): 2008

### Европейски
- Шампионска лига:
  - Шампион: 1996/97
  - Финалист: 2012/13, 2023/24
- Купа на носителите на купи:
  - Шампион: 1965/66

### Международни
- Междуконтинентална купа:
  - Носител: 1997

## Известни играчи
- Руди Асауер
- Щефан Фройнд
- Торстен Фрингс
- Томас Хеслер
- Томас Хелмер
- Йорг Хайнрих
- Хайко Херлих
- Щефан Клос
- Юрген Колер
- Йенс Леман
- Андреас Мьолер
- Карлхайнц Ридле
- Михаел Румениге
- Матиас Замер
- Михаел Цорк
- Кристоф Метцелдер
- Ларс Рикен
- Марко Ройс
- Илкай Гюндоган
- Матс Хумелс
- Сергей Барбарез
- Марсио Аморозо
- Флавио Консейсао
- Евертон
- Патрик Бергер
- Ян Колер
- Томаш Росицки
- Пауло Соуса
- Стефан Шапюиза
- Деде

## Български футболисти
- Димитър Рангелов: 2009-2012 (11 мача / 1 гола)

## Вечна рангклиста на голмайсторите
|    | Име                  | Период                   | Голове |
| -- | -------------------- | ------------------------ | ------ |
| 1  | Алфред Прайслер      | 1945 – 1950; 1952 – 1959 | 177    |
| 2  | Марко Ройс           | 2012 -                   | 161    |
| 3  | Михаел Цорк          | 1981 – 1998              | 159    |
| 4  | Манфред Бургсмюлер   | 1976 – 1983              | 158    |
| 5  | Фридхелм Кониецка    | 1958 – 1965              | 155    |
| 6  | Лотар Емерих         | 1960 – 1969              | 148    |
| 7  | Юрген Шулц           | 1959 – 1963, 1969 - 1972 | 143    |
| 8  | Пиер-Емерих Обамеянг | 2013 – 2018              | 141    |
| 9  | Алфред Ниепекло      | 1951 – 1960              | 125    |
| 10 | Алфред Келбаса       | 1954 – 1963              | 124    |

Забележка: Головете са във всички турнири 
Информацията е актуална към 08 март 2023 г.